# Suaeda merxmuelleri
Suaeda merxmuelleri är en amarantväxtart som beskrevs av Paul Aellen. Suaeda merxmuelleri ingår i släktet saltörter, och familjen amarantväxter. Inga underarter finns listade i Catalogue of Life.